# Strongylophthalmyia gibbifera
Strongylophthalmyia gibbifera är en tvåvingeart som beskrevs av Shatalkin 1993. Strongylophthalmyia gibbifera ingår i släktet Strongylophthalmyia och familjen långbensflugor.
Artens utbredningsområde är Vietnam. Inga underarter finns listade i Catalogue of Life.